# Samuel Roper
Samuel W. „Sam” Roper (n. 10 aprilie 1895 – d. 1 martie 1986, Chiefland⁠(d), Florida, SUA) a fost un ofițer de poliție de origine americană care a devenit cunoscut datorită funcției sale de Imperial Wizard al organizației Ku Klux Klan.

## Biografie
Înainte să devină membru KKK, Roper a fost ofițer de poliție în Atlanta, Georgia și director în Biroul de Investigații din Georgia. Acesta și-a părăsit locul de muncă în 1949 și l-a succedat pe Samuel Green în funcția de Imperial Wizard al Ku Klux Klan, poziție pe care a ocupat-o până în 1950. Succesorul său a fost Eldon Edwards.
Roper s-a mutat în Florida în 1972 și s-a stabilit în Chiefland, localitate în care a locuit până la moartea sa.
A încetat din viață ca urmare a unei insuficiențe renale în Veterans Administration Hospital în Gainesville, Florida, pe 1 martie 1986.